# Разумовский, Виктор Николаевич
Ви́ктор Никола́евич Разумо́вский (3 августа 1932, Москва — 4 января 2019) — советский футболист, нападающий, мастер спорта СССР (1980), заслуженный тренер РСФСР (1981).
Сын футболиста Николая Разумовского. В чемпионате СССР в 1954—1957 годах провёл за московский «Локомотив» 27 матчей, забил 10 голов. В 1981—1992 годах работал тренером в ФШМ. Старший тренер сборной Москвы победитель турнира «Переправа»(1982). С 1993 года — в футбольной школе «Чертаново», начальник команды ЛФК «Чертаново».